# Панамський скандал
Пана́мський сканда́л (або панамська афера) — фінансовий і політичний скандал, що вибухнув у Франції 1892 року під час будівництва Панамського каналу. Близько мільярда франків було втрачено через те, що урядовці за хабарі замовчували про фінансові проблеми Панамської компанії. Панамський скандал вважається найгучнішим корупційним скандалом XIX століття.

## Панамська компанія і її крах

### Заснування компанії
1880 року була заснована Загальна компанія Панамського міжокеанського каналу (фр. La Compagnie Universelle du canal interocéanique de Panamà), президентом і генеральним директором якої став Фердинанд де Лессепс, а його син, Шарль Лессепс, став віце-президентом. Компанія випустила 600 тисяч акцій по 500 франків кожна і відкрила на них передплату. Передплатник повинен був негайно внести чверть вартості акцій, а решту грошей компанія збиралася витребувати при необхідності. Передплата на акції пройшла без проблем, бо всі знали про успіх Суецької компанії, яку створив Лессепс і яка приносила її акціонерам добрий дохід.

### Випуски облігаційних позик

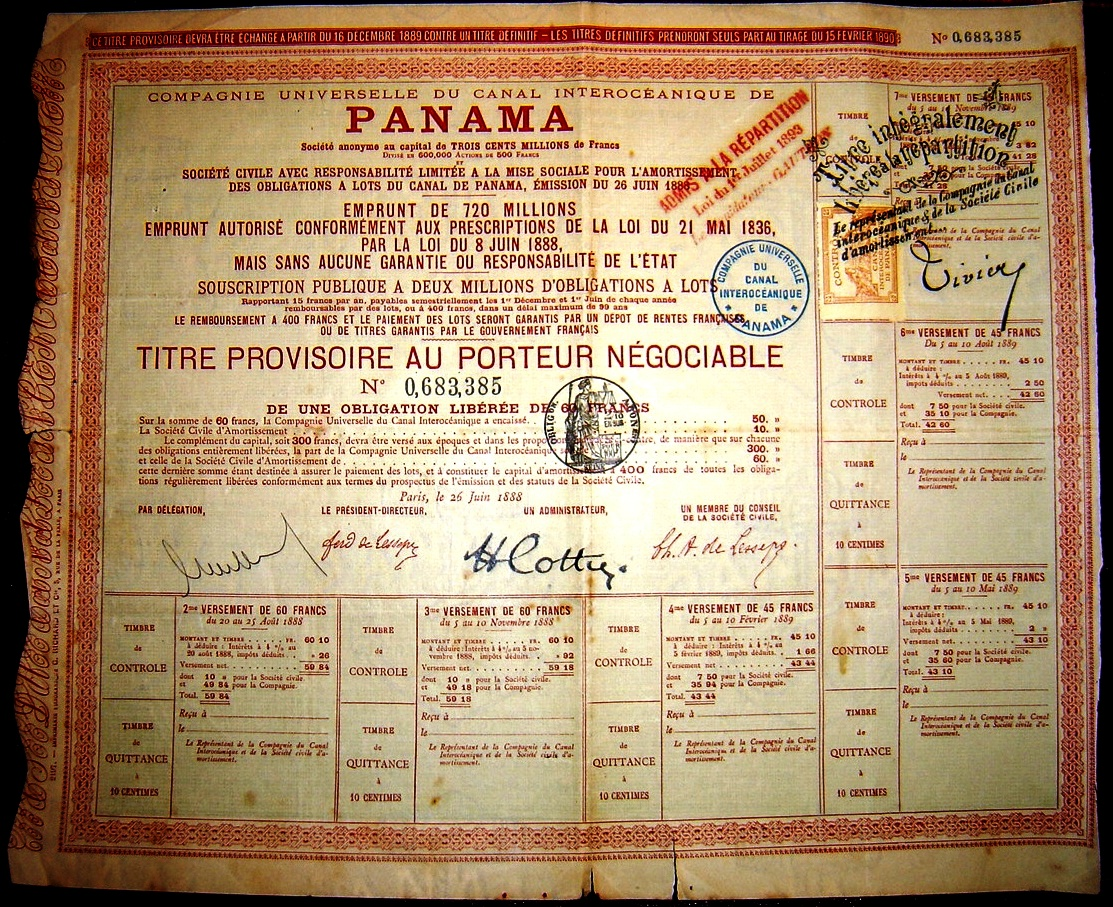
Облігація Панамської компанії 1888 року

Будівництво каналу почалося 1 січня 1881 року. У 1882 році, коли гроші акціонерів почали закінчуватися, компанія випустила першу облігаційну позику, а в наступні роки ще дві позики. Загальна сума отриманих позик з вирахуванням банківських комісій та інших витрат склала 400 мільйонів франків. Сигналом тривоги стало те, що третя позика вже не знайшла передплатників на всю суму, і Панамська компанія поступилася залишком акцій зі знижкою банківському синдикату, який емітував і розміщував її цінні папери.
1882 року у Франції відбулося різке падіння курсів акцій і загострення фінансових проблем. Акції Панамської компанії пережили міні-кризу більш-менш благополучно, але виявилося, що біржа ставиться до них без особливої довіри: за терміновими угодами вони продавалися з великою знижкою.
1885 року Лессепс вирішив виправити справи компанії шляхом випуску довгострокової виграшної позики. Передбачалося зібрати 600 мільйонів франків. Для випуску такої позики була потрібна згода палати депутатів і сенату. Компанія почала обробку журналістів, міністрів і депутатів, що коштувало їй чималих грошей.
Боротьба навколо санкції держави на випуск виграшної позики тривала близько трьох років. Тим часом Панамська компанія, щоб втриматися на плаву, випустила ще дві звичайні позики. Щоб залучити передплатників, вона зробила облігації особливо привабливими, піднявши номінальну процентну ставку до 10 % річних. Все дорожче доводилося платити банкам за розміщення облігацій.
У квітні 1888 року палата депутатів схвалила позику, після чого вона отримала згоду сенату і президента. Гранична сума позики була збільшена до 720 мільйонів франків порівняно з початковою заявкою. Започаткована в червні 1888 року передплата на облігації закінчилася повним провалом: всього вона зібрала 254 мільйони франків, з яких 31 мільйон склали витрати емісії, що дісталися банкам. До того ж закон вимагав, щоб компанія виділила із зібраних грошей резервний фонд для виплати виграшу та погашення облігацій.

### Крах Панамської компанії
Керівники Панамської компанії всіма зусиллями намагалися уникнути банкрутства: на зборах акціонерів Лессепси запевняли присутніх у тому, що будівництво закінчиться вчасно і гроші потечуть до каси компанії.
Міністр фінансів, який вважав збереження Панамської компанії справою державної ваги, вніс до палати депутатів законопроєкт про пільговий режим погашення її боргів, але цього разу депутати проголосували проти.
Для компанії настав кінець: суд департаменту Сена у цивільних справах спочатку призначив тимчасових керуючих, а 4 лютого 1889 року офіційно оголосив про банкрутство та ліквідацію Панамської компанії.
Загальна кількість фізичних осіб, які постраждали внаслідок банкрутства компанії, склала близько 700 тисяч. Лише невелика частка цінних паперів належала юридичним особам. Крах компанії приголомшив всю Францію і мав чималі економічні та політичні наслідки.
Протягом декількох років компанія забирала в середньому до 200 мільйонів франків народних заощаджень в рік. При ліквідації у компанії практично не виявилося цінностей хоча б для часткової сплати її боргів власникам облігацій, не кажучи вже про акціонерів. Французькі економісти вважають, що ця катастрофа істотно підірвала у Франції кінця XIX століття схильність до заощадження, яка є найважливішим фактором економічного зростання.
Розслідування, що проводилося після ліквідації компанії, достовірно встановило, що прямого розкрадання не було. Але виявилися факти марнотратства, халатності, некомпетентності та корупції у вищих ешелонах влади. З грошей, зібраних компанією (1,3 мільярда франків), 104 мільйони становили витрати на послуги банків і 250 мільйонів були виплачені у вигляді відсотків за облігаціями та їх вчасне погашення. Керівники компанії звинувачували підрядників у завищенні цін і недобросовісності: їм було виплачено близько 450 мільйонів франків, але частка реально виконаних робіт у загальному кошторисі не перевищувала однієї третини.

## Скандал

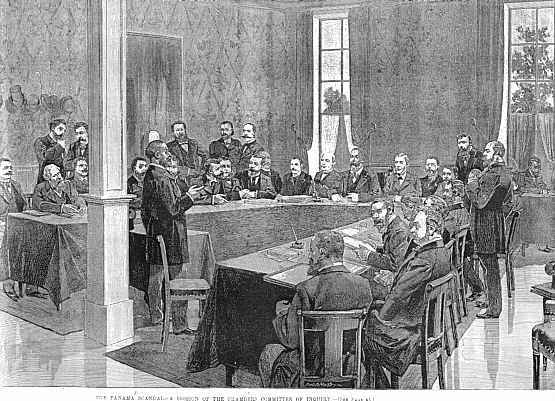
Судовий розгляд про ліквідацію Панамської компанії в 1891 році в Парижі

У 1892—1893 роках велике число міністрів (у тому числі Клемансо) були звинувачені французькими націоналістами в отриманні хабарів від Фердинанда де Лессепса в 1888 році для вирішення питання про випуск позики, що призвело до процесу над Лессепсом та його сином Шарлем. Між тим, 510 членів парламенту — в тому числі шість міністрів — були звинувачені в отриманні хабарів від Панамської компанії за приховування від громадськості інформації про фінансовий стан компанії.
Слідство над керівництвом Панамської компанії тривало близько трьох років. На лаві підсудних опинилися обидва Лессепси, Густав Ейфель і ще дві посадові особи Панамської компанії. Присутність 87-річного Фердинанда де Лессепса була визнана зайвою, і суд над ним проходив заочно.
Фердинанд і Шарль Лессепси були засуджені до п'яти років в'язниці і грошового штрафу; Ейфель і двоє інших обвинувачених — до двох років в'язниці і грошового штрафу. Проте ніхто із засуджених не відбув свій термін: щодо Фердинанда Лессепса вирок не набув чинності через його вік і заслуги, а вирок іншим чотирьом було скасовано судом вищої інстанції через чотири місяці.